# 小行星8568
小行星8568（英語：8568 Larrywilson）是一颗围绕太阳公转的小行星。1996年9月10日，近地小行星追踪在茂宜岛发现了此天体。
这颗小行星的绝对星等为242.16432等。